# Ремкі
Ремкі (пол. Remki) — село в Польщі, у гміні Пацина Ґостинінського повіту Мазовецького воєводства.
Населення — 117 осіб (2011).
У 1975—1998 роках село належало до Плоцького воєводства.

## Демографія
Демографічна структура станом на 31 березня 2011 року:
|          | Загалом | Допрацездатний вік | Працездатний вік | Постпрацездатний вік |
| -------- | ------- | ------------------ | ---------------- | -------------------- |
| Чоловіки | 66      | 9                  | 43               | 14                   |
| Жінки    | 51      | 7                  | 27               | 17                   |
| Разом    | 117     | 16                 | 70               | 31                   |